# Talugtug
Talugtug is een gemeente in de Filipijnse provincie Nueva Ecija op het eiland Luzon. Bij de laatste census in 2007 had de gemeente bijna 21 duizend inwoners.

## Geografie

### Bestuurlijke indeling
Talugtug is onderverdeeld in de volgende 28 barangays:
| - Alula - Baybayabas - Buted - Cabiangan - Calisitan - Cinense - Culiat - Maasin - Magsaysay - Mayamot I - Mayamot II - Nangabulan - Osmeña - Pangit | - Patola - Quezon - Quirino - Roxas - Saguing - Sampaloc - Santa Catalina - Santo Domingo - Saringaya - Saverona - Tandoc - Tibag - Villa Boado - Villa Rosario |

## Demografie
Talugtug had bij de census van 2007 een inwoneraantal van 20.671 mensen. Dit zijn 1.776 mensen (9,4%) meer dan bij de vorige census van 2000. De gemiddelde jaarlijkse groei komt daarmee uit op 1,25%, hetgeen lager is dan het landelijk jaarlijks gemiddelde over deze periode (2,04%). Vergeleken met de census van 1995 is het aantal mensen met 2.552 (14,1%) toegenomen.

De bevolkingsdichtheid van Talugtug was ten tijde van de laatste census, met 20.671 inwoners op 93,95 km², 192,9 mensen per km².